# Antonio Barona Rojas
General Antonio Barona Rojas (1886-1915) fue un militar mexicano que participó en la Revolución mexicana. 

## Inicios
Nació en Ahuatepec, Morelos, el 13 de julio de 1886; fue hijo de Ricardo Barona y de Soledad Rojas, ambos de origen campesino. Cursó hasta el segundo año de primaria para poder ayudar en las labores del campo dada la pobreza extrema de su familia. En abril de 1911 se incorporó al movimiento maderista en Tlaltizapán, bajo las órdenes de Próculo Capistrán. Al triunfo de Francisco I. Madero se licenció y volvió a su pueblo natal. Ante el conflicto entre Francisco León de la Barra y Emiliano Zapata en agosto de 1911, después de que León de la Barra en el mes de agosto de 1911, ordenara que Zapata fuera batido, Barona y su grupo atacaron a las fuerzas de Victoriano Huerta en Tres Marías y Cuernavaca que trataban de invadir el estado.

## Zapatismo
Al producirse el rompimiento entre Emiliano Zapata y Francisco I. Madero, Barona reiteró su adhesión al movimiento morelense, estableciéndose en el paraje “El Texcal”, en las cercanías de Tejalpa, donde operó por varios años, primero contra Madero y después de la Decena Trágica, contra Victoriano Huerta. Por esos años Antonio Barona llegó a ser general de División por riguroso escalafón. En julio de 1914 participó en el Sitio de Cuernavaca, acciones por las que fue elogiado pues según los zapatistas demostró gran audacia y temeridad ya que mientras los federales dormían en una noche, cubierto por la obscuridad, atacó a las fuerzas huertistas en el cerro de la Herradura, el que tomó, obteniendo un gran botín de armas. Fue comisionado por Zapata para situarse en Milpa Alta y colaborar con las fuerzas del General Everardo González logrando replegar a las tropas huertistas hasta la Ciudad de México. Barona siguió combatiendo a los huertistas en el Distrito Federal, y en los Estados de Tlaxcala, Puebla, México e Hidalgo, cuando carrancistas y convencionistas se pelearon el centro del país.

## Muerte
El primero de diciembre de 1915 murió en una disputa con las fuerzas del General Genovevo de la O por una riqueza de artillería en Cuernavaca y por haber dado muerte al Gral. Antonio Silva, comandante militar de Cuernavaca, subalterno de Genovevo de la O y que había recibido órdenes de presentarlo en el Cuartel General de la Revolución del Sur. Barona se encontraba en el mercado de Cuernavaca tranquilo, con algunos de los suyos y algunos miembros de su Estado Mayor, ya después entró a un billar a jugar un rato. Los soldados de De la O, fueron informados de dónde estaba Barona y salieron a perseguirlo rodeando el billar, se encontraba en un restaurante comiendo pozole, por lo que comenzó el tiroteo en donde inmediatamente le dispararon, dejándolo herido, así se lo sacaron del restaurante y lo arrastraron por la calle dando tumbos hasta dejarlo muerto. Fue sepultado en su pueblo natal.
En su memoria fue fundada una colonia, de las de más grande extensión, en el municipio de Cuernavaca, Morelos; alrededor de la década de 1950, por emigrantes provenientes del estado de Guerrero.
Esta colonia dispone de varios centros de educación básica, entre los que destacan las Escuelas Primarias: "Tierra y Libertad", "Miguel Ceballos Durán/Ignacio Manuel Altamirano".
Y además cuenta con un cementerio que también fue bautizado en honor al mismo.
La colonia Antonio Barona es un sitio de mucha afluencia comercial y prueba de ello es el "Mercado 18 de septiembre" que fue edificado en 1984, y más recientemente la apertura de varios centros comerciales, que han tenido gran aceptación entre los colonos.